# 夜櫻四重奏
《夜櫻四重奏》（日语：夜桜四重奏 〜ヨザクラカルテット〜）為的日本漫畫作品，於《月刊少年天狼星》（講談社）2006年3月號至2025年9月號連載。
2008年10月起，本作改编的電視动画开始在TBS系电视台放映。

## 概要
人類與妖怪共存的櫻新町陸續發生超越人類力量的奇怪事件，擁有特殊能力4名少年、少女負責前往解決。

## 登場人物

### 主要人物
槍櫻姬（聲：福圓美里）
16歲的少女，「比泉生活相談事務所」的所員，身為櫻新町的町長以及「龍的化身」。身高166cm。一頭黑色的長髮，以及一雙赤紫色的雙瞳，擅長槍術，能夠使用「龍槍」。對食物要求很高，愛吃麺類食品但討厭梅乾。掌有「三不應」手機吊飾「非禮勿視」（不視猴）。格言為：「只要有一成機會我也不會放過，但倘若沒有希望就不會冒險」，性格有點逞强，有相當強的責任感，但在某些狀況下就會變得相當偏激。喜歡秋名。
實際上是妖怪，因小時後強大力量被八重抑制，全居民的相關記憶也被消去。而後拯救小姬的過程中得知事實。
比泉秋名（聲：梶裕貴、田村睦心（幼年））
18歲的少年。身高173cm。有著一頭黑色短髮、及茶色眼瞳。一般人類。興趣是料理與掃除。珠算三段。高中畢業後成為「比泉生活相談事務所」現任所長。掌有「三不應」手機吊飾「非禮勿聽」（不聞猴）。負責進行比泉家代代代相傳的「調律」，能將妖怪的邪氣分散並把妖怪送往「那個世界」，其能力在歷代比泉家當家中也算是出類拔萃的。總能在關鍵時刻阻止即將失控的姬。使用「調律」的時候頭髮會變長，並且變得接近妖怪，使用次數過多會對身體造成負擔，必須與人類握手才能回復。大量調律後2、3天內會十分難受卻從不表現出來。自身似乎也有「墮化」的能力。
七海蒼（聲：藤田咲）
妖怪「覺」，15歲，七海銀的妹妹。「比泉生活相談事務所」的所員。身高148cm。有著一頭薄水色的短髮及瞳色，頭上有一對貓耳。團員中最年少的。進行讀心術時會露出頭上的貓耳（平時會用帽子之類的東西掩飾）。穿着白色藍領的長得可當裙的裇袗。一次最多能對整個東京都1200萬人口進行讀心，但結束後會肚子餓。
五十音言葉（聲：澤城美雪）
16歲的半妖少女，「比泉生活相談事務所」的所員。小時候曾經「墮落」，被秋名的爺爺驅魔成功。身高165cm。有著一頭茶色的短髮及瞳色，巨乳，總是先戴隱形眼鏡再戴平光眼鏡。能力是「言靈」，使用此術時會伸出舌頭，可透過口述變出冰、牆壁、棍、球、手槍、大砲等各式各樣的物品或武器，較複雜的物品則要先了解其構造及材質。如：若要變出創可貼，須口述：「精選橡膠樹脂類酸化亞鉛以及其他物質混合碾磨合成粘貼劑，平均塗抹在布上進而精製，在中央帶有紗布、單手也能進行治療的醫療用具。」，但也可以事先登記在字典裡就不棄如此繁瑣，例如：「麥克風」。
岸恭助（聲：小野大輔、小松未可子（幼年））
為妖怪「鬼」，小時候與妹妹桃華一起被姬與茱莉從岡山帶到櫻新町接受保護，從此住在槍櫻家，高中畢業後擔任姬的秘書，手上的拘束器拆掉後頭上會長角，但目前已經可以完全控制力量而停用拘束器，同時具有驚人的怪力。對姬的稱呼為「大小姐」。酒量極其不佳，喝碳酸飲料也會醉。總是對桃華過份保護，被其他人取笑有戀妹情節。
岸桃華（聲：戶松遙）
恭助之妹，同樣是「鬼」小時候與哥哥恭助一起被姬與茱莉從岡山帶到櫻新町接受保護，從此住在槍櫻家。手上的拘束器拆掉後頭上會長角，但目前已經可以完全控制力量而停用拘束器。擅長料理。被言葉及恭助評為「對姬太寬容」。喜歡秋名。

### 比泉生活相談事務所相關人物
士夏彥雄飛（聲：松本幸）
瑪利亞貝爾的守護神，擔任包含櫻新町在內數個町的區長。平時的外表為小孩子。基本上不干涉對抗妖怪獵人的戰爭，亦不支持任何一個派系，但必要時會暗中給予最小限度的協助。喜歡性騷擾年輕女孩子。兄妹二人皆有著一頭灰色的頭髮。
士夏彥八重（聲：桑谷夏子）
雄飛之妹，櫻新町的土地神。穿著修女裝及繫綁了十字架的辮子，雙刀流，武器為兩把武士刀。非常喜歡熊的布娃娃，因為有時會介入妖怪獵人與町內的戰爭而常被雄飛說教。
東鈴（聲：又吉愛）
為妖怪「殭屍」，一頭茶色的長髮，以及一雙薄水色的雙瞳，年幼時遭人類欺負所以害怕人類，但仍打開心房。後來和姬等人成為好朋友。經常穿黄色洋服及掛名牌。目前寄宿在拉麵店「寶寶蘭」半工半讀，特製的拉麵十分受歡迎。
V·瑪麗亞貝爾·F（聲：田中理惠）
士夏彥雄飛的秘書，時常被雄飛要求cosplay，喜歡雄飛維持小孩子的外表。
真實身分是不死人，在家鄉時是教會的修女，為了避免家鄉被瘟疫毀滅而自願擔任禁忌實驗的實驗體，瘟疫結束後卻遭到村民的嫌惡而與進行實驗的醫師父親逃往當時的櫻新町尋求調律，但最後還是決定在當地定居。
茱莉的祖先，被茱莉稱呼為奶奶（實際為茱莉的姨奶奶），她本人很討厭被這樣稱呼。
七海銀（聲：关智一）
妖怪「覺」，蒼的兄長，姬及秋名的好朋友。性格有點懦弱內向。有著一頭和蒼無異的薄水色的短髮及瞳色，喜歡吃乳酪蛋糕及喝紅茶。掌有「三不應」手機吊飾「非禮勿言」（不言猴）。
現時身體被圓神佔領，但靈魂尚未被消滅。
V·茱莉·F（聲：大久保藍子）
櫻新町醫院的醫生卻總是穿著祖傳的護士服，英國人，人類，瑪麗亞貝爾的弟弟的子孫，為了替祖先平反而來到櫻新町。
雖然是人類，但由於十分精通人體構造與運動方式，因此在力量上不輸給妖怪。

### 櫻新町居民
觀月獅堂（聲：加瀨康之、村中知（幼少））
警察，妖怪狼男。28歲。目前鎮上最強的人但很少表現出來，館林姊妹的監護人。
館林水奈（聲：高垣彩陽）
妖怪，5歲。與火奈是吸血鬼和人魚的混血雙胞胎，由於人魚血較濃，潑水後會長大。
館林火奈（聲：豬口有佳）
妖怪，5歲。與水奈是吸血鬼和人魚的混血雙胞胎，和水奈相反吸血鬼血較濃，喝血後會長大。
四谷甚六（聲：中博史）
人類，天﨑陶藝店老闆，刀子嘴豆腐心，受到小姬的奶奶的委託保管龍脈，在鄰町町長選舉騷動時為了將龍脈交付給小姬，不惜將整座店炸掉，目前已經重建完成。
原本被慎春邀請加入第一代事務所，但認為自己幫不上忙而婉拒，之後到陶藝工房拜師，對於觀察土地或土壤十分有一套。
四谷菊
人類，四谷甚六之妻，對小姬等人十分照顧。
老闆（聲：辻親八（第1作）／山口太郎（OAD））
人類，寶寶蘭老闆，姓氏不明，在慎春創辦事務所時還是小孩，目前已50多歲，但仍被雄飛稱為小孩。外表粗獷滿臉鬍子，但從照片顯示過去的外表十分清爽的模樣令人難以想像，其差距使看到照片的小蒼及桃華十分驚訝，內心十分纖細，對小鈴過份保護。
老闆娘（聲：進藤尚美）
妖怪，寶寶蘭老闆娘，姓氏不明，真身是九尾妖狐。當年墮落時被第一代事務所成員驅魔成功，後來寄宿在寶寶蘭並結識當時還是小孩的老闆。

### 櫻新町警察署
松平撫子（聲：日笠陽子）
櫻新町警察署署長，非常介意自己胸部小，平時從容的性格看起來不像是署長，但指揮能力高，相當受署員的信賴。喜歡獅堂。
武村高雄（聲：金尾哲夫）
櫻新町警察署搜查第十四課本部長，戴著特製的太陽眼鏡。
德井（聲：麥人）
櫻新町警察署搜查第十四課副部長，射擊能力強。
觀月獅堂
櫻新町警察署搜查第十四課所屬。
詳見櫻新町居民。
六角（聲：岡本信彥）
狼男。原為妖怪獵人，被警察署制伏。現為櫻新町警察署所屬的警犬。

### 元老院
區的最高管理機構。站在人類的一方、製造對妖結界，有以犧牲妖怪來對七鄉進行調律的計畫。
伊予薄墨（聲：清川元夢）
元老院總代表。曾經加入慎春的事務所，但無法認同慎春的思想而退出並加入元老院、慎春被調律後每個月都會到他的墓前參拜，是個相當強的陰陽術高手。
貴船雲珠（聲：間宮康弘）
元老院成員。單身。小姬與桃華所就讀的高中的教務主任。
盛岡枝垂（聲：濱田賢二）
元老院成員。一頭黑色亂髮的男子。被雲珠稱為元老院有史以來的天才，專門研究陰陽術科學化。電腦桌布是茱莉的偶像照。
過去曾是警方的鑑識官時與獅堂認識，並曾在大學執教，即為當時茱莉、椎名及撫子的老師。
椎名典子（聲：慶長佑香）
元老院第一陰陽道研究室研究員，枝垂的助手，女性。擁有怪力。茱莉的大學同學。喜歡枝垂，常常為了此事糾纏他，被薄墨認為其素質不亞於枝垂。

### 妖怪獵人
妖怪的天敵，通常是墮落的半妖所組成。受到比泉圓神煽動對櫻新町發動攻擊。
狂卷石榴（聲：水原薰）
因比泉圓神緣故來到櫻新町的死靈使。只要是「由有生命的東西變化而成」的都能操控，或是加速東西的死期，實際上是控制其生體電流。
過去曾收留被人類驅趕的東鈴一段時間，但在與鈴外出散步時被墮落擊中，從此個性變得怪異。
身上的墮落被調律後恢復溫順的個性，與鈴一起寄宿在寶寶蘭半工半讀。
V·莉菈·F（聲：茅野愛衣）
茱莉的妹妹，人類，能夠使用超出人類極限的魔術。
過去以魔術進入假死狀態，因此茱莉一直認為她已經死了。學習魔術的動機是為了使專注在學習的茱莉能夠多注意自己。
曾經為了獲得力量而尋求墮落，但被不知情的茱莉所救。
解開誤會後加入茱莉的妖怪醫院，時常以飛天掃帚代步。
六角
詳見櫻新町警察署。

### 其他
櫻野小姬（聲：小倉唯）
姬的表妹，9歲，為鄰町町長候選人。參選前曾來櫻新町，並被謎之老人（圓神）和鄰町町長合謀綁走，最後還是被救了出來，至於參選町長一事由於年紀實在太小而被區長否決。
目前常和鄰町町長一起巡邏。
森野和義（聲：島田敏）
鄰町現任町長，被謎之老人（圓神）所騙合謀綁走小姬，最後發覺被騙後主動保護小姬。
目前常和小姬一起巡邏。
篠塚英二（聲：田坂秀樹（第1作）／小野友樹（第2作））
鄰町町長秘書，敏捷性極高，有著十分驚人的速度。是名半妖。
比泉圓神（聲：关智一、斧篤（變裝））
為比泉一族的分支，比泉圓陽的末裔。在佊方佔領七海銀身體，來到櫻新町，企圖使七鄉開花，促使次元融合
巴
1200歲的犬神，經營箱根旅館的老闆娘，與八重是好友，跟八重一樣可以改變身體大小，廚藝很好，戰鬥能力極強（八重說過自己跟她較量一次都沒贏過）。似乎很中意恭助，跟他訂下明年要再來一次的約定。

## 出版書籍
| 卷數 | 講談社         | 講談社                 | 講談社                 | 尖端出版       | 尖端出版          | 天下出版   | 天下出版               |
| 卷數 | 發售日期       | 通常版 ISBN            | 限定版 ISBN            | 發售日期       | EAN               | 發售日期   | ISBN                   |
| ---- | -------------- | ---------------------- | ---------------------- | -------------- | ----------------- | ---------- | ---------------------- |
| 1    | 2006年9月22日  | ISBN 978-4-06-373042-5 | 不適用                 | 2007年10月17日 | EAN 4717702210847 | 不適用     | 不適用                 |
| 2    | 2007年3月23日  | ISBN 978-4-06-373063-0 | 不適用                 | 2008年4月4日   | EAN 4717702212780 | 不適用     | 不適用                 |
| 3    | 2007年9月21日  | ISBN 978-4-06-373087-6 | 不適用                 | 2008年9月18日  | EAN 4717702216153 | 不適用     | 不適用                 |
| 4    | 2008年4月23日  | ISBN 978-4-06-373111-8 | 不適用                 | 2009年5月22日  | EAN 4717702219727 | 不適用     | 不適用                 |
| 5    | 2008年8月22日  | ISBN 978-4-06-373126-2 | 不適用                 | 2009年7月3日   | EAN 4717702223342 | 不適用     | 不適用                 |
| 6    | 2008年12月22日 | ISBN 978-4-06-373146-0 | ISBN 978-4-06-937287-2 | 2009年10月5日  | EAN 4717702227104 | 不適用     | 不適用                 |
| 7    | 2009年9月23日  | ISBN 978-4-06-373184-2 | 不適用                 | 2011年7月19日  | EAN 4717702229986 | 不適用     | 不適用                 |
| 8    | 2010年4月23日  | ISBN 978-4-06-376218-1 | ISBN 978-4-06-362162-4 | 2011年9月1日   | EAN 4717702234638 | 不適用     | 不適用                 |
| 9    | 2010年10月8日  | ISBN 978-4-06-376239-4 | ISBN 978-4-06-358320-5 | 2011年9月23日  | EAN 4717702243258 | 2012年6月  | ISBN 978-988-8099-51-1 |
| 10   | 2011年4月8日   | ISBN 978-4-06-376264-8 | ISBN 978-4-06-358338-0 | 2011年12月29日 | EAN 4717702243265 | 2012年11月 | ISBN 978-988-8100-41-5 |
| 11   | 2011年11月9日  | ISBN 978-4-06-376305-8 | ISBN 978-4-06-358348-9 | 2013年2月6日   | EAN 4717702244675 | 2013年3月  | ISBN 978-988-8100-76-7 |
| 12   | 2012年8月9日   | ISBN 978-4-06-376339-3 | ISBN 978-4-06-358396-0 | 暫停發行       | 暫停發行          | 2013年8月  | ISBN 978-988-8213-50-4 |
| 13   | 2013年4月9日   | ISBN 978-4-06-376392-8 | ISBN 978-4-06-362242-3 | 暫停發行       | 暫停發行          | 暫停發行   | 暫停發行               |
| 14   | 2013年10月9日  | ISBN 978-4-06-376416-1 | ISBN 978-4-06-358447-9 | 暫停發行       | 暫停發行          | 暫停發行   | 暫停發行               |
| 15   | 2014年2月7日   | ISBN 978-4-06-376443-7 | ISBN 978-4-06-358473-8 | 暫停發行       | 暫停發行          | 暫停發行   | 暫停發行               |
| 16   | 2014年11月7日  | ISBN 978-4-06-376506-9 | ISBN 978-4-06-358474-5 | 暫停發行       | 暫停發行          | 暫停發行   | 暫停發行               |
| 17   | 2015年8月7日   | ISBN 978-4-06-376562-5 | ISBN 978-4-06-358770-8 | 暫停發行       | 暫停發行          | 暫停發行   | 暫停發行               |
| 18   | 2016年3月9日   | ISBN 978-4-06-390608-0 | ISBN 978-4-06-358800-2 | 暫停發行       | 暫停發行          | 暫停發行   | 暫停發行               |
| 19   | 2016年9月9日   | ISBN 978-4-06-390647-9 | ISBN 978-4-06-358835-4 | 暫停發行       | 暫停發行          | 暫停發行   | 暫停發行               |
| 20   | 2017年4月7日   | ISBN 978-4-06-390699-8 | ISBN 978-4-06-358848-4 | 暫停發行       | 暫停發行          | 暫停發行   | 暫停發行               |
| 21   | 2017年12月8日  | ISBN 978-4-06-510491-0 | ISBN 978-4-06-510438-5 | 暫停發行       | 暫停發行          | 暫停發行   | 暫停發行               |
| 22   | 2018年8月9日   | ISBN 978-4-06-512246-4 | ISBN 978-4-06-512396-6 | 暫停發行       | 暫停發行          | 暫停發行   | 暫停發行               |
| 23   | 2018年11月9日  | ISBN 978-4-06-513322-4 | ISBN 978-4-06-513919-6 | 暫停發行       | 暫停發行          | 暫停發行   | 暫停發行               |
| 24   | 2019年7月9日   | ISBN 978-4-06-516263-7 | ISBN 978-4-06-516550-8 | 暫停發行       | 暫停發行          | 暫停發行   | 暫停發行               |
| 25   | 2019年12月9日  | ISBN 978-4-06-517791-4 | ISBN 978-4-06-518130-0 | 暫停發行       | 暫停發行          | 暫停發行   | 暫停發行               |
| 26   | 2020年7月9日   | ISBN 978-4-06-519709-7 | ISBN 978-4-06-520756-7 | 暫停發行       | 暫停發行          | 暫停發行   | 暫停發行               |
| 27   | 2020年12月9日  | ISBN 978-4-06-521522-7 | ISBN 978-4-06-522035-1 | 暫停發行       | 暫停發行          | 暫停發行   | 暫停發行               |
| 28   | 2021年9月9日   | ISBN 978-4-06-523686-4 | ISBN 978-4-06-524990-1 | 暫停發行       | 暫停發行          | 暫停發行   | 暫停發行               |
| 29   | 2022年6月9日   | ISBN 978-4-06-527995-3 | ISBN 978-4-06-528234-2 | 暫停發行       | 暫停發行          | 暫停發行   | 暫停發行               |
| 30   | 2022年12月8日  | ISBN 978-4-06-529993-7 | ISBN 978-4-06-530409-9 | 暫停發行       | 暫停發行          | 暫停發行   | 暫停發行               |
| 31   | 2023年9月8日   | ISBN 978-4-06-531986-4 | ISBN 978-4-06-533054-8 | 暫停發行       | 暫停發行          | 暫停發行   | 暫停發行               |
| 32   | 2024年8月7日   | ISBN 978-4-06-536505-2 | ISBN 978-4-06-536862-6 | 暫停發行       | 暫停發行          | 暫停發行   | 暫停發行               |
| 33   | 2025年4月9日   | ISBN 978-4-06-538958-4 | ISBN 978-4-06-539495-3 | 暫停發行       | 暫停發行          | 暫停發行   | 暫停發行               |
| 34   | 2025年8月7日   | ISBN 978-4-06-540632-8 | ISBN 978-4-06-540752-3 | 暫停發行       | 暫停發行          | 暫停發行   | 暫停發行               |

## 电视动画

### 夜櫻四重奏

#### 製作人員
- 原作：『夜櫻四重奏』
- 監督：松尾衡
- 監督助手：山崎光江
- 系列構成：花田十輝
- 人物設計、總作畫監督：菊池聰延
- 美術監督：池端紀子（J.C.STAFF美術部）
- 色彩設計：梅崎
- 攝影監督：森本由美子（Studio Cosmos）
- 編集：武宮（Studio）
- 音樂：土橋安騎夫、IVAN KRAL
- 音樂製作人：野崎圭一
- 音樂制作：flying DOG/JVC Entertainment
- 音響監督：鶴岡陽太
- 準製作人：田中潤一朗、中村伸一、立石謙介、金庭惠
- 企劃：中山佳久、古川陽子、針生雅行、太布尚弘、小野達矢
- 動畫製作：NOMAD
- 製作協力：Pony Canyon、講談社、Movic
- 製作：櫻新町生活相談所、TBS

#### 主題曲
片頭曲「JUST TUNE」
作詞：，作曲、編曲：藤田淳平（Elements Garden），歌：savage genius
片尾曲
作詞：伊藤利惠子，作曲、編曲：北川勝利，弦樂編曲：櫻井康史，歌：ROUND TABLE featuring Nino

#### 各話標題
| 話數   | 日文標題 | 中文标题     | 劇本              | 分鏡     | 演出            | 作畫監督                     |
| ------ | -------- | ------------ | ----------------- | -------- | --------------- | ---------------------------- |
| 第1話  |          | 櫻盛開       | 花田十輝          | 松尾衛   | 松尾衛 山崎光惠 | 菊池聰延                     |
| 第2話  |          | 你的名字是…… | 花田十輝          | 松尾衛   | 嵯峨敏          | 神本兼利 鷲田敏彌            |
| 第3話  |          | 決心         | 花田十輝          | 松尾衛   | 市村徹夫        | 北村友幸                     |
| 第4話  |          | 回歸         | 花田十輝          | 松尾衛   | 菅原靜貴        | 山門邦夫                     |
| 第5話  |          | 你的決心     | 柿原優子          | 島津裕行 | 白石道太 松尾衛 | 武本大介 古賀誠              |
| 第6話  |          | 紡之歌       | 山田靖智          | 松尾衡   | 山崎光惠        | 原由美子                     |
| 第7話  |          | 花水木       | 山田靖智          | 松尾衡   | 市村徹夫        | 石井久美                     |
| 第8話  |          | 就是那刻     | 花田十輝          | 島津裕行 | 中山敦史        | 尾尻進矢                     |
| 第9話  |          | 向着目標     | 花田十輝          | 松尾衛   | 嵯峨敏          | 神本兼利                     |
| 第10話 |          | 荊棘之路     | 山田靖智 花田十輝 | 島津裕行 | 柳伸亮          | 大河原晴男                   |
| 第11話 |          | 在你面前     | 花田十輝          | 松尾衛   | 菅原静貴        | 古賀誠 斉藤新明              |
| 第12話 |          | 櫻花飛舞     | 花田十輝          | 松尾衛   | 松尾衛 山崎光惠 | 菊地聰延 春日井浩之 北村友幸 |

#### 播放電視台
日本深夜動畫：下文記載的日本国内播放時間使用日本標準時間（UTC+9）表示。因為部分時間标识會採用30小时制，因此請留意这类超过24:00的时间，其實際播放時間為翌日清晨。
| 播放地區   | 播放電視台   | 播放日期                      | 播放時間（UTC+9）         | 所屬聯播網          | 備註                          |
| ---------- | ------------ | ----------------------------- | ------------------------- | ------------------- | ----------------------------- |
| 關東廣域圈 | 東京放送     | 2008年10月2日－12月18日       | 星期四 25時29分－25時59分 | 日本新聞網          | 製作局 4:3 SD畫質             |
| 日本全國   | BS-i         | 2008年10月23日－2009年1月22日 | 星期四 24時30分－25時00分 | 日本新聞網 衛星電視 | 16:9 SD畫質                   |
| 中京廣域圈 | 中部日本放送 | 2008年10月23日－2009年1月22日 | 星期四 27時00分－27時30分 | 日本新聞網          | 4:3 SD畫質                    |
| 福岡縣     | RKB每日放送  | 2009年1月7日－3月25日         | 星期三 27時05分－27時35分 | 日本新聞網          | 4:3 SD畫質                    |
| 近畿廣域圈 | 每日放送     | 2009年1月10日－3月28日        | 星期六 27時25分－27時55分 | 日本新聞網          | 4:3 SD畫質 Anime Shower 第4部 |
| 日本全國   | AT-X         | 2009年4月7日－6月23日         | 星期二 10時30分－11時00分 | 衛星電視            | 有重播                        |

| TBS 星期四25:29節目／星期四24:30節目 | TBS 星期四25:29節目／星期四24:30節目 | TBS 星期四25:29節目／星期四24:30節目 |
| ------------------------------------ | ------------------------------------ | ------------------------------------ |
|                                      | 夜櫻四重奏                           |                                      |
| 向陽素描×365                         | 明日的與一                           |                                      |

### 夜櫻四重奏 ～花之歌～
2013年4月4日，再度動畫化發表。2013年10月6日開始播放。內容預定非第1作的續篇。

#### 製作人員
- 原作：『夜櫻四重奏』（講談社「月刊少年天狼星」連載）
- 監督、人物設計、總作畫監督：
- 副監督 ：鈴木清崇
- 系列構成、動畫製作人：石川學
- 道具設計：高野綾
- 美術設計：綱頭瑛子
- 美術監督：小田理惠
- 色彩設計：木村聰子
- 攝影監督：神木正士
- CG監製：小原彩子
- 編集：坂本雅紀
- 音響監督：明田川仁
- 音樂：yashikin
- 音樂製作：TOY'S FACTORY
- 製作人：立石謙介、中村伸一、吉田健人、宮原亞希子、平田秀夫、
- 動畫製作：龍之子製作公司
- 製作：『夜櫻四重奏 ～花之歌～』製作委員會（講談社、波麗佳音、famima.com、龍之子製作公司、TOY'S FACTORY、Movic）

#### 主題曲
片頭曲
作詞、作曲：田淵智也，編曲、歌：UNISON SQUARE GARDEN
片尾曲
作詞、作曲：，編曲、歌：phatmans after school

#### 各話標題
| 話數   | 日文標題 | 中文标题    | 劇本     | 分鏡     | 演出              | 作畫監督                      |
| ------ | -------- | ----------- | -------- | -------- | ----------------- | ----------------------------- |
| 第1話  |          | 櫻盛開      | 石川學   |          | 山下清悟          | 川野達朗                      |
| 第2話  |          | 春風        |          | 鈴木清崇 | 鈴木清崇          | 谷口宏美                      |
| 第3話  |          | 前進        | 石川學   | 松尾慎   | 松山正            | 中谷有紀子 藤崎真吾           |
| 第4話  |          | 就是那刻    | 石川學   | 寺東克己 | 間島崇寬          | 武智敏光                      |
| 第5話  |          | 荊棘之路1   | 石川學   | 小林寬   | 三上喜子          | 中森晃太郎                    |
| 第6話  |          | 荊棘之路2   | 石川學   | 寺岡巖   | 鈴木清崇          | 川野達朗                      |
| 第7話  |          | 荊棘之路3   | 石川學   | 鈴木清崇 | 竹下良平          | 谷口宏美                      |
| 第8話  |          | 荊棘之路。  | 涼村千夏 | 寺東克己 | 矢野孝典          | 藤田正幸、重松晉一 千光士海登 |
| 第9話  |          | 六分之一 前 | 石川學   | 寺岡巖   | 吉原達矢          | 砂川貴哉 普津澤實衛門         |
| 第10話 |          | 六分之一 後 | 涼村千夏 | 山下清悟 | 山下清悟          | 川野達朗                      |
| 第11話 |          | 花之歌 1    | 涼村千夏 | 青井小夜 | 藤本義孝          | 渡邊奈月 藤崎真吾             |
| 第12話 |          | 花之歌 2    | 石川學   | 寺東克己 | 松本憲生 高瀨智章 | 松本憲生 高瀨智章             |
| 第13話 |          | 花之歌。    | 石川學   | 松尾慎   | 松尾慎 竹下良平   | 谷口浩美 普津澤實衛門         |

#### 播放電視台
日本深夜動畫：下文記載的日本国内播放時間使用日本標準時間（UTC+9）表示。因為部分時間标识會採用30小时制，因此請留意这类超过24:00的时间，其實際播放時間為翌日清晨。
| 播放地區 | 播放電視台 | 播放日期                | 播放時間（UTC+9）         | 所屬聯播網 | 備註       |
| -------- | ---------- | ----------------------- | ------------------------- | ---------- | ---------- |
| 東京都   | TOKYO MX   | 2013年10月6日－12月29日 | 星期日 23時30分－24時00分 | 獨立UHF局  |            |
| 兵庫縣   | SUN電視台  | 2013年10月6日－12月29日 | 星期日 25時00分－25時30分 | 獨立UHF局  |            |
| 京都府   | KBS京都    | 2013年10月7日－12月30日 | 星期一 25時00分－25時30分 | 獨立UHF局  |            |
| 愛知縣   | 愛知電視台 | 2013年10月7日－12月30日 | 星期一 25時35分－26時05分 | 東京電視網 |            |
| 日本全國 | BS11       | 2013年10月8日－12月31日 | 星期二 24時30分－25時00分 | 衛星電視   | ANIME+節目 |
| 日本全國 | AT-X       | 2013年10月16日－        | 星期三 23時00分－23時30分 | 衛星電視   | 有重播     |

## OAD

### 夜櫻四重奏 ～星之海～
全3話同捆於限定版單行本第9卷～第11卷。2013年7月26日Blu-ray發售。

#### 製作人員
- 原作：『夜櫻四重奏』
- 監督、人物設計、總作畫監督：
- 美術監督：佐藤豪志
- 色彩設計：木村聰子
- 攝影監督：入部章
- 編輯：奧田浩史、（3話）
- 音樂：末光篤
- 音響監督：明田川仁
- 製作人：立石謙介、福井恭介
- 動畫製作：龍之子製作公司、Purple Cow Studios Japan
- 製作：講談社

#### 主題曲
片頭曲「kid,I like quartet」
作詞、作曲：田淵智也，歌：UNISON SQUARE GARDEN
片尾曲「Hello Hello」
作詞：石渡淳治，作曲：末光篤，歌：SUEMITSU & THE SUEMITH

#### 各話標題
| 話數  | 劇本   | 分鏡     | 演出     | 作畫監督                                 | 發售日        |
| ----- | ------ | -------- | -------- | ---------------------------------------- | ------------- |
| 第1話 |        | 小林寬   | 小林寬   |                                          | 2010年10月8日 |
| 第2話 | 石川學 | 鈴木清崇 | 鈴木清崇 | 2011年4月8日                             |               |
| 第3話 | 石川學 | 鈴木清崇 | 鈴木清崇 | 、河野惠美 羽田浩二、渡邊奈月 中谷友紀子 | 2011年11月9日 |

### 夜櫻四重奏 ～月之泣～
全3話同捆於限定版單行本第14卷～第16卷。

#### 製作人員
- 原作：
- 監督、人物設計：
- 副人物設計：高野綾
- 副監督：鈴木清崇
- 系列構成、動畫製作人：石川學
- 攝影監督：神木正士
- 編集：坂本雅紀（森田編集）
- 美術監督：小田理惠（草薙）
- 美術設定：網頭瑛子（草薙）
- 3DCG：小原彩子
- 色彩設計：木村聰子
- 音響監督：明田川仁
- 音樂：yashikin
- 音樂製作：TOY'S FACTORY
- 音樂製作人：平田秀夫
- 動畫製作：龍之子製作公司
- 製作協力：studio guts
- 製作：「夜櫻四重奏 〜月之泣〜」製作委員會

#### 主題曲
片頭曲
作詞、作曲：田淵智也，歌：UNISON SQUARE GARDEN
片尾曲
作詞、作曲：田淵智也，歌：UNISON SQUARE GARDEN

#### 各話標題
| 話數  | 劇本     | 分鏡     | 演出     | 總作畫監督 | 作畫監督                                       | 發售日        |
| ----- | -------- | -------- | -------- | ---------- | ---------------------------------------------- | ------------- |
| 第1話 | 石川學   | 寺東克己 | 松山正彦 | 高田晃     | 藤崎真吾、谷口宏美 齋藤真由、加藤照代 猿渡聖加 | 2013年10月9日 |
| 第2話 | 涼村千夏 | 摩砂雪   | 松山正彦 | 砂川貴哉   | 服部憲知、高乘陽子                             | 2014年2月7日  |
| 第3話 | 石川學   |          | 高藤聰   |            | 今岡律之、砂川貴哉                             | 2014年11月7日 |

## 腳注
1. ↑  台譯「槍櫻妃」。
2. ↑  台譯「五十音語」。
3. ↑  台譯「V·樹里·F」。
4. ↑  台譯「狂卷櫻」。

## 外部連結
- （日語）TBS動畫「夜櫻四重奏」官方網站 （页面存档备份，存于）
- （日語）電視動畫「夜櫻四重奏 ～花之歌～」官方網站 （页面存档备份，存于）
- （日語）動畫「夜櫻四重奏 〜花之歌〜｣的X（前Twitter）
- （日語）夜櫻四重奏 花之歌的Facebook專頁
- （简体中文）夜樱四重奏 ~花之歌~快FUN